# Église Saint-Symphorien d'Andard
L'église Saint-Symphorien est une église située sur l'ancienne commune d'Andard (aujourd'hui Loire-Authion), en France.

## Localisation
L'église est située dans le département français de Maine-et-Loire, sur le territoire de l'ancienne commune d'Andard, à 12 km à l'est d'Angers. Le bourg se trouvait à la jonction de voies romaines venant de Tours et de Poitiers.

## Description
Les murs sont construits en petit appareil de moellons irréguliers liés avec du mortier de sable et de chaux. Les petites baies vitrées sont décorées à l'extérieur par un cordon de brique.
La base du clocher, cantonnée de contreforts et de colonnes aux angles, est romane. Le clocher est coiffé d'une flèche à 8 pans en ardoise, datant de la restauration de 1841.
La façade principale : sa partie supérieure du mur pignon a été ajoutée au XVe siècle lors de l'ajout de la voûte. Le portail est une modification de 1841.
L'intérieur est constitué d'une nef unique comportant 4 fenêtres étroites. Au XVe siècle, tout en conservant les murs romans de la nef, le chœur a été remanié et la voûte est ajoutée. Le chœur s'enrichit au XVIe siècle d'une verrière à réseau flamboyant qui représente entre autres l'Annonciation.
La chaire date du XVIIe siècle et est très richement sculptée.
Les fresques datent de 1943 et sont l'œuvre d'Abel Pineau (°1895 à Angers -1973 à Saint-Martin-de-Sanzay)

## Historique
La construction de l'église remonte aux XIe-XIIe siècles comme l'attestent les baies étroites.
L'édifice est inscrit au titre des monuments historiques en 1957.

## Galerie

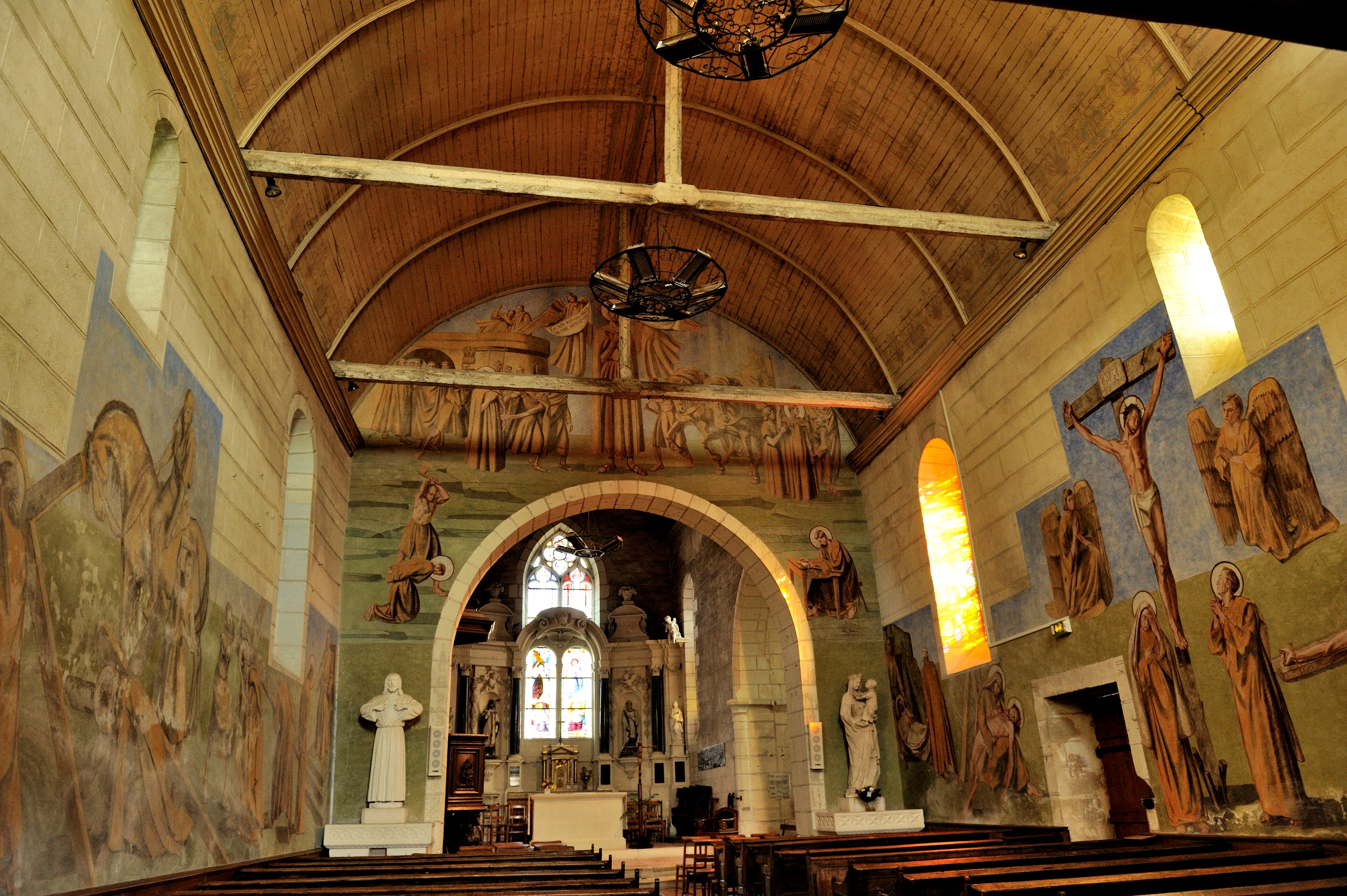
Vue intérieure générale de la nef unique et du chœur.
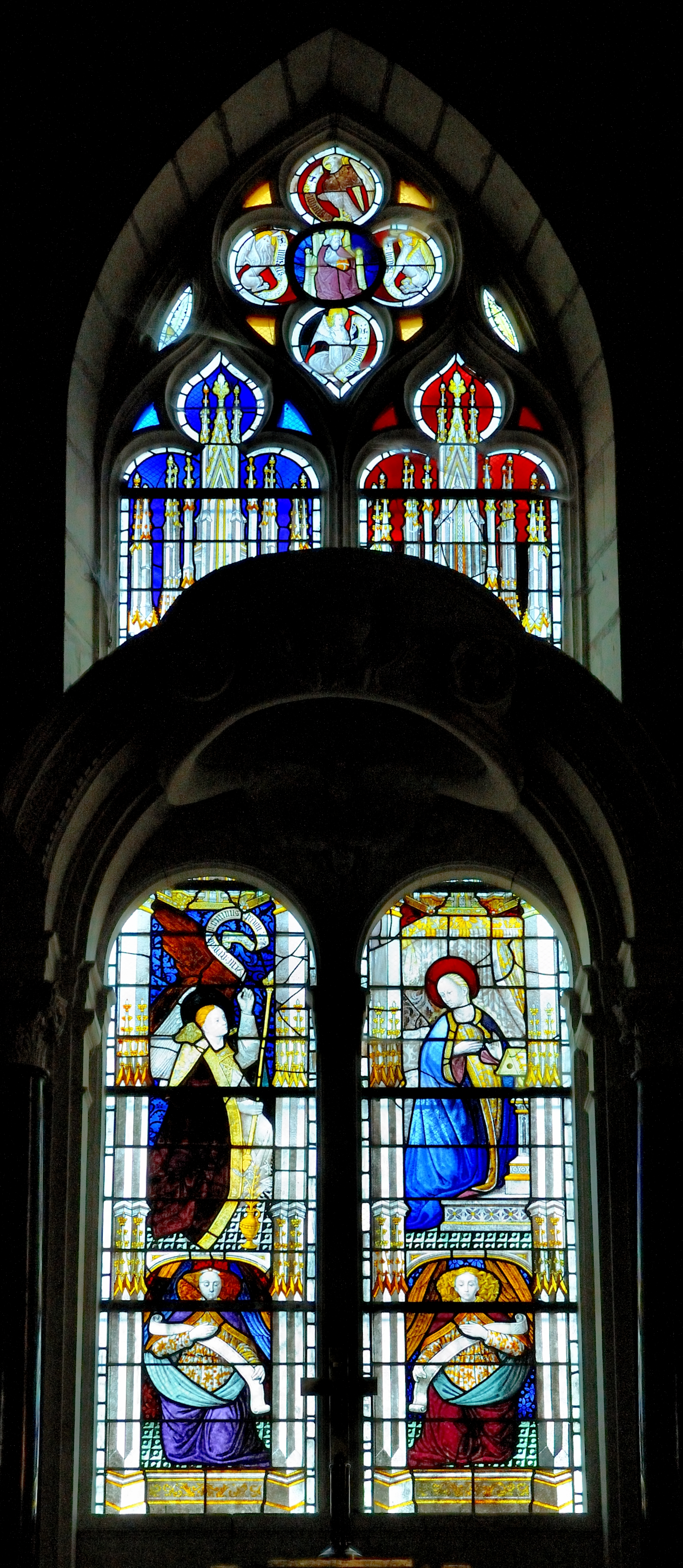
Vitraux du début du XVIe siècle.
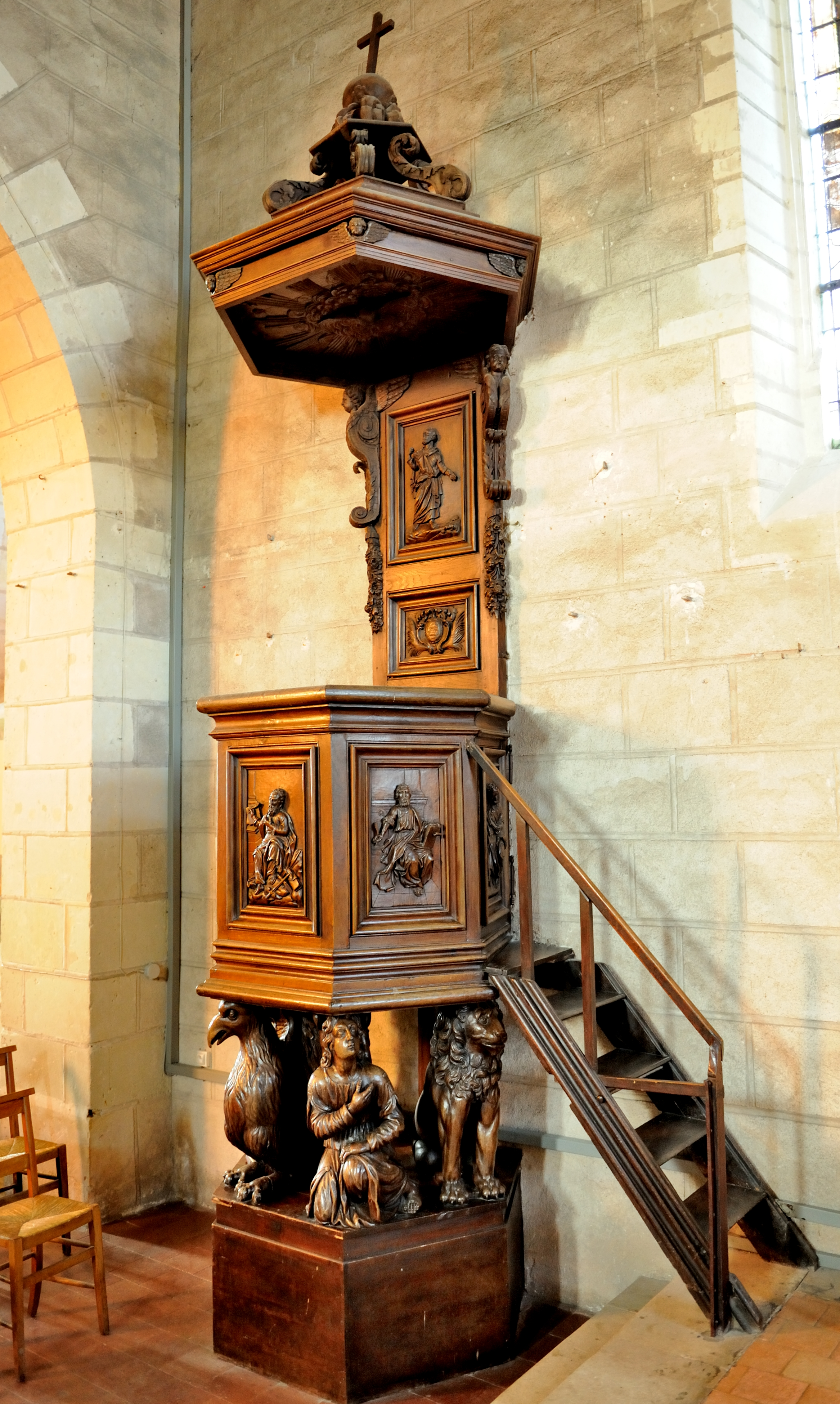
Chaire en chêne du XVIIe siècle.
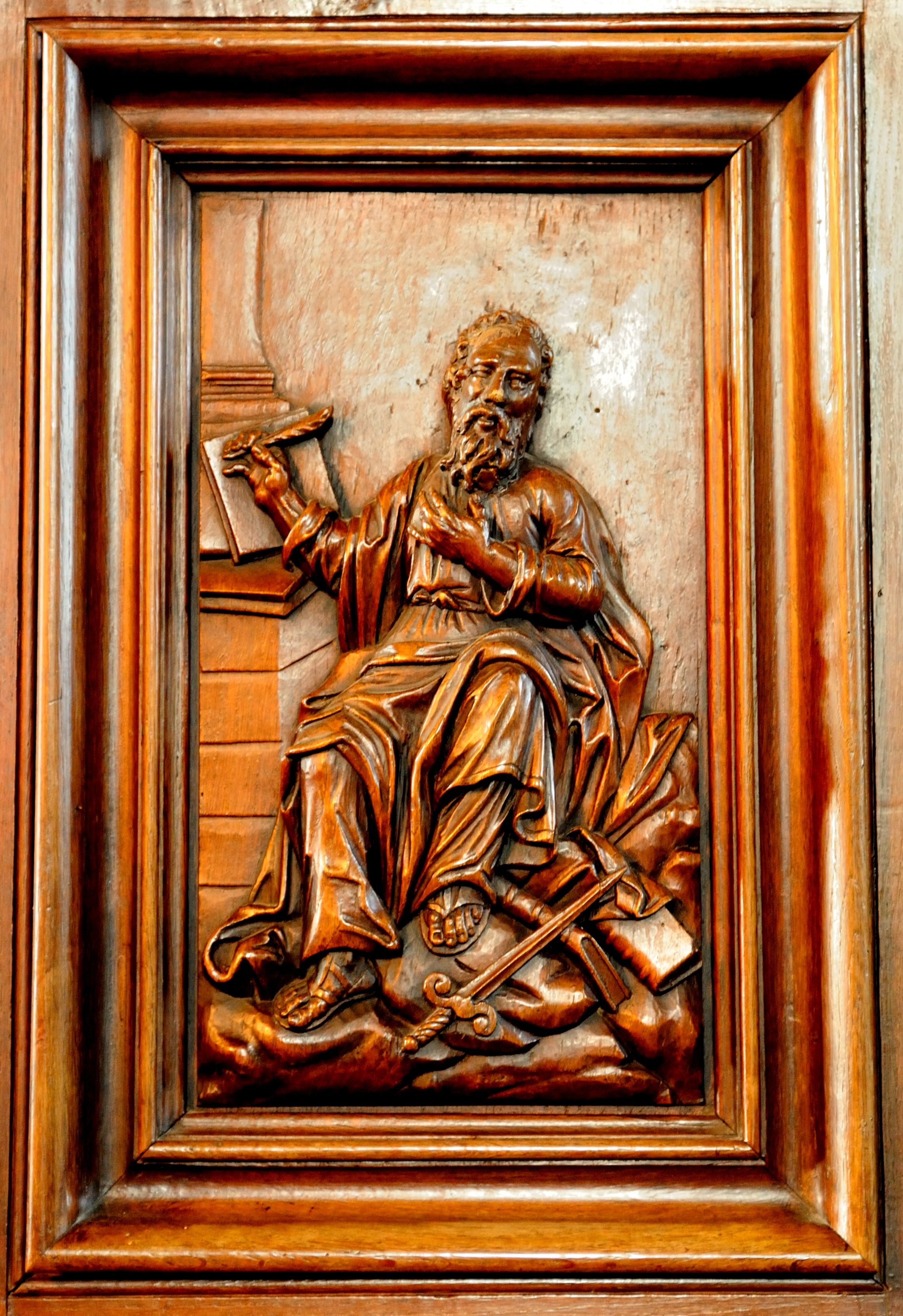
Détail de la chaire en chêne du XVIIe siècle.